# Frank Félix Miranda
Frank Andrés Féliz Miranda (Municipio y provincia de Azua,  30 de noviembre de 1901 - 20 de julio de 1954) fue un militar de República Dominicana, reconocido por haber participado en el vuelo Panamericano de 1937 en honor a Cristóbal Colón. Ingresa al ejército el 21 de agosto del 1922 como cadete, el presidente Rafael L. Trujillo lo condecoró con Gran Cordón Presidente Trujillo a través del Decreto n.º 8976, expedido por el presidente de la República al igual que con la Orden del Mérito Naval, efectivo 27 de noviembre del 1953, Decreto n.º 9532, Oficio n.º 155 (1953). Orden del Mérito Aéreo, con distintivo blanco, efectivo 27 de noviembre del 1953, Decreto n.º 9532, Oficio n.º 155 (1953).

## Historia
El 20 de febrero (1932), se nombra al Capitán Aníbal Vallejo Sosa, Comandante del recién creado organismo, señalándose a su vez al primer teniente Piloto Frank A. Feliz Miranda segundo en mando. Igualmente se nombró como Jefe del Departamento de Mecánica de Aviones al sargento mayor Ernesto Tejeda Matos, conjuntamente con el Sargento Gregorio Peguero, quien se encargó de la Sección de Alineación. Esta organización tuvo su asiento en el Aeródromo Limbergh, ubicado en el kilómetro ocho de la Carretera Duarte, D. N. 
De esta manera podemos decir, sin lugar a dudas que Aníbal Vallejo Sosa y Frank A. Feliz Miranda, fueron los primeros pilotos aviadores de nuestra aviación, por lo que son reconocidos como los precursores de la aeronáutica militar dominicana.
En el año 1934 llega a su término el mando del capitán Aníbal Vallejo Sosa, primer comandante que tuvo esta institución, y por disposición del Poder Ejecutivo el capitán Frank Feliz Miranda es designado para desempeñar esas responsabilidades.
El primer período del capitán Frank Feliz Miranda como comandante se caracterizó por dos hechos o misiones importantes asignado al naciente cuerpo aéreo: uno de estos fue el transporte de pasajeros, y el otro, el transporte de valijas postales por todo el país; hechos que a nuestro juicio, dieron origen a la “Aviación Comercial Dominicana”. Fuente: Fuerza Aérea Dominicana
Hay una calle en el Ensanche Naco, Santo Domingo, Distrito Nacional, que lleva su nombre (erróneamente como Frank Felix Miranda).
La Academia de la Fuerza Aérea de la República Dominicana lleva su nombre.

## Vuelo Panamericano
El 12 de noviembre de 1937 ocurrió un acontecimiento de gran trascendencia histórica que repercutió en todos los países latinoamericanos y Europa, lo fue el “Vuelo Panamericano”, saliendo una escuadrilla compuesta por 4 aviones (tres de ellos cubanos y un dominicano), desde el campo de aviación Miraflores R.D.
Las aeronaves cubanas, de tipo Stinson, fueron bautizadas con los nombres históricos de: La Niña, La Pinta y La Santa María, pilotadas por los tenientes Antonio Menéndez Peláez, Feliciano Risech Amat y Alfredo Jiménez Alum; mientras que la aeronave dominicana, del tipo Curtiss Wright R-19 y bautizada "Colón", estuvo tripulada por el mayor Frank A. Féliz Miranda y su asistente, el sargento mayor mecánico Ernesto Tejada.
El viaje fue aprobado por unanimidad en la Quinta Conferencia Internacional Americana donde los Estados asistentes recomendaron a los gobiernos de las Repúblicas asistentes honrar la memoria del Gran Almirante Don Cristóbal Colón, con la construcción de un Faro Monumental en su honor, el cual debía ser levantado en la ciudad de Santo Domingo con la cooperación de los gobiernos y pueblos del Continente Americano.
El recorrido de las aeronaves comprendió los siguientes países: Puerto Rico, Venezuela, Trinidad y Tobago, Guyana (Holandesa), Belén (Brasil), Fortaleza (Brasil), Natal (Brasil), Recife (Brasil), Río de Janierio (Brasil), Porto Alegro (Brasil), Uruguay, Buenos Aires (Argentina), Santiago (Chile), La Paz (Bolivia), Lima (Perú), Cali (Colombia) donde sucedió la tragedia en la cual sucumbieron los aparatos y tripulantes cubanos cuando una tempestad envolvió a sus naves.
El desastre sobrevino en horas de la mañana del 29 de diciembre de 1937, en las cercanías de Cali, en el Departamento de El Valle, Colombia, a poco tiempo de haber despegado del aeropuerto local con rumbo a Panamá.
Los únicos sobrevivientes al desastre fueron el mayor Frank Féliz Miranda y su asistente el sargento mecánico Tejeda, quienes aterrizaron en Panamá a las 2:30 de la tarde, cerrándose de ese modo un luctuoso episodio de la historia aérea latinoamericana.